# جسم مضاد تحفيزي
أبزيم أو أبزيمات (بالإنجليزية: abzyme)‏ (من إنزيم وجسم مضاد)، ويسمى أيضا catmab (من جسم مضاد تحفيزي وحيد النسيلة)، وغالبا ما تسمى الأجسام المضادة التحفيزية، هو الأجسام المضادة وحيدة النسيلة مع النشاط التحفيزي.

## التواجد
يمكن تصنيع انزيم ابازيما صناعياُ في المخابر، ولكن يوجد أيضا في الطبيعية، ى حيث يمكن العثور عليها في البشر (لمكافحة فعال في الأوعية الأجسام المضادة الببتيد المعوية) والمرضى الذين يعانون من أمراض المناعة الذاتية مثل الذئبة الحمامية الجهازية، نفسه.

## الوظيفة
يقوم انزيم ابزيما من خلال تغيير الضد بربط المستضد إلى الجزء المناسب منمجموعة الحفاز المناظرة، ووتكوينه المضاد يقوم على النشاط التحفيزي. ان الأجسام المضادة التي تم الحصول عليها بواسطة ابانزيا تنقسم إلى طريقتين:
1. باستخدام النظير الحالة الانتقالية التي تسببها الركيزة.
2. على أساس من الأجسام المضادة الموجودة، أو عن طريق التعديل الكيميائي لهندسة البروتين.[5]

## وصلات ضافية
http://www.abzymetx.com/
http://www.wiley.com/college/boyer/0470003790/cutting_edge/catalytic_ab/catalytic_ab.htm